# Перша приватна жіноча гімназія
Перша приватна жіноча гімназія — приватна жіноча гімназія в Російській імперії, створена у Києві педагогинею Вірою Ващенко-Захарченко та значно розширена її наступницею Олександрою Дучинською. Перша в імперії з приватних жіночих шкіл отримала статус гімназії, мала посилений природознавчий ухил та грунтовну бібліотеку. Сьогодні в цьому будинку розташована Рахункова палата Верховної ради України.

## Заснування

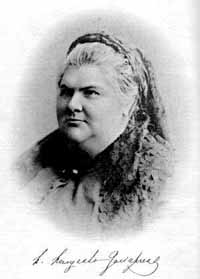
Віра Ващенко-Захарченко, засновниця гімназії

На початку 1878 р. в Києві з'являються об'яви про підготовку до відкриття першої приватної жіночої гімназії Віри Ващенко-Захарченко. На той час, крім Інституту шляхетних дівчат, у місті функціонували три жіночі гімназії — одна Міністерства народної освіти та дві Відомства імператриці Марії. Така кількість навчальних закладів не задовольняла запитів населення на середню жіночу освіту: всі заклади були переповнені. Інтерес до середніх навчальних закладів значно підвищувався у зв'язку з новою перспективою освіти, оскільки в жовтні того ж 1878 р. у Києві починали працювати Вищі жіночі курси.
Незважаючи на своєчасність відкриття приватної гімназії, її заснування було досить складною справою, оскільки згідно з пунктами Положення про приватні навчальні заклади відповідним жіночим школам статус гімназій не надавався. Лише завдяки використанню впливових зв'язків, підтримці майбутнього міністра фінансів та голови Комітету міністрів Російської імперії, а тоді ректора університету св. Володимира Микола Бунге вдалося отримати дозвіл «дружині професора університету св. Володимира В. М. Ващенко-Захарченко відкрити в м. Києві жіночу гімназію відомства Міністерства народної освіти (з пансіоном при ній)». При цьому до законодавчої основи діяльності закладу входило Положення про жіночі гімназії та прогімназії Міністерства народної освіти від 24 травня 1870 р., а викладання предметів мало здійснюватися з урахуванням планів та програм, що їх затвердив міністр народної освіти 31 серпня 1874 р. Таким чином, навчальному закладу, який заснувала Ващенко-Захарченко, першому із приватних жіночих шкіл у Російській імперії було офіційно надано статус гімназії.
Відкриття перших п'яти класів нового закладу освіти відбулося 14 вересня 1878 р. (VI клас почав функціонувати з 1879 р., VII клас — з 1880 р., а VIII педагогічний клас — з 1881 р.). Гімназія разом з пансіоном містилася на розі Бібіковського бульвару (нині — бульвар Т. Шевченка) та вулиці Афанасівської (пізніше — Нестерівська, нині — вулиця Івана Франка). Обраний будинок певним чином був уже пристосований для здійснення навчального процесу, оскільки раніше в ньому була Київська чоловіча прогімназія.
На перших етапах функціонування навчального закладу тут викладали професори Київського університету св. Володимира протоієрей Н. Фаворов (Закон Божий), М. Ващенко-Захарченко, В. Єрмаков (математику, фізику та космографію), Ф. Гарнич-Гарницький (природознавство), О. Козлов, О. Романович-Славатинський (історію), професор Київської духовної академії В. Малінін (російську мову та словесність), доцент академії, доктор богослов'я С. Голубєв (Закон Божий), викладач Київської духовної семінарії, магістр богослов'я Г. Полєтаєв (педагогіку).
У гімназії було введено викладання англійської мови, до курсу з природознавства додано відомості з анатомії та фізіології людини, збільшено кількість уроків з математики, фізики, географії. Заклад відзначався посиленою увагою, яку приділяли педагоги наочності. Унікальні кабінети фізики та природознавства, велика та добірна бібліотека виділяли гімназію серед інших жіночих закладів.

## Розвиток

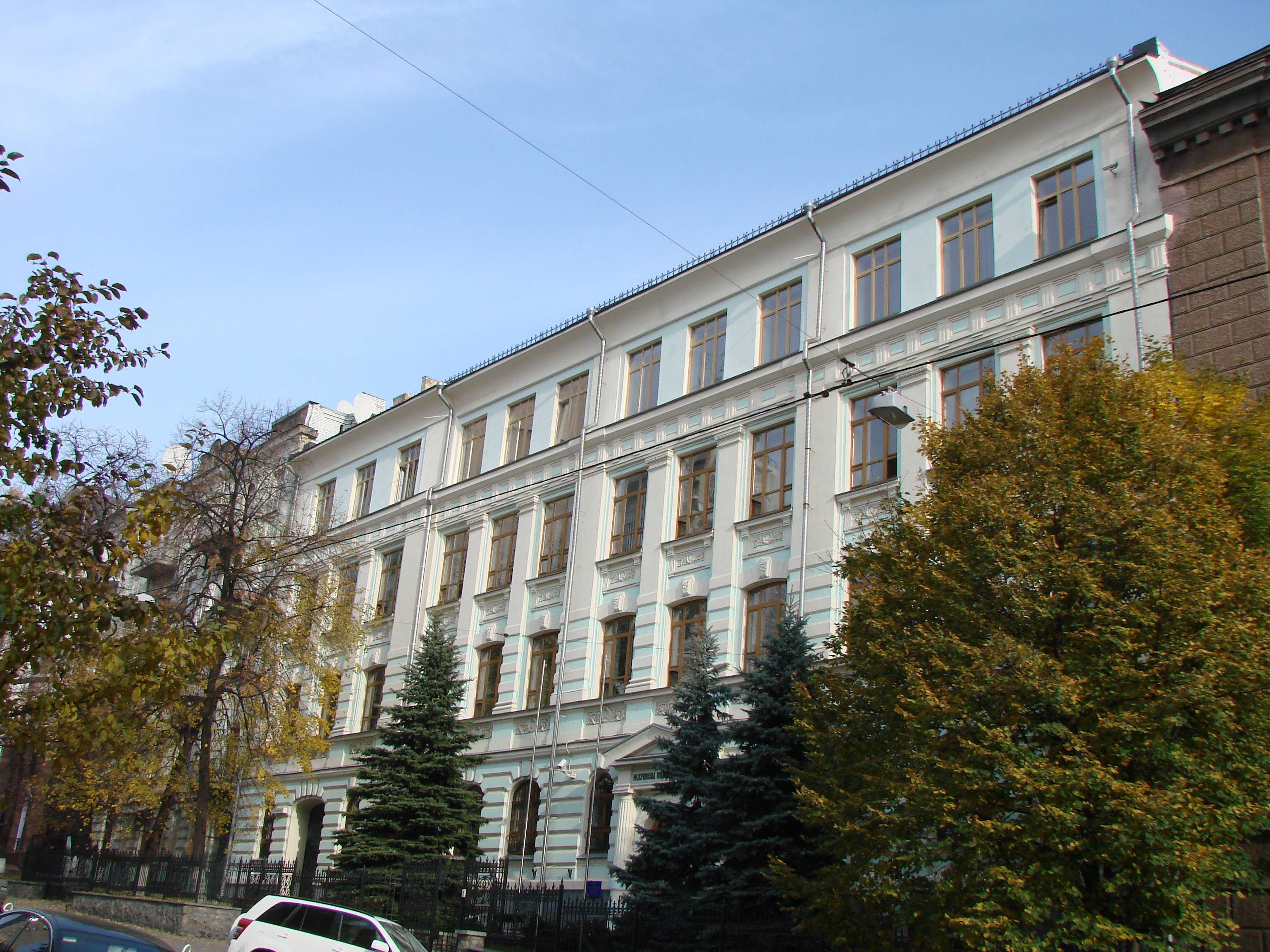
Київ, М.Коцюбинського, 7

28 серпня 1895 року, після смерті першої директорки та засновниці першої в Російській імперії приватної жіночої гімназії Віри Ващенко-Захарченко, тимчасово виконуючою обов'язки директорки гімназії було призначено Олександру Дучинську, котра працювала в гімназії класною дамою з 1889 року.
10 березня 1896 року Дучинську одноголосно обрано директоркою, а 6 квітня того ж року міністр народної освіти затвердив це рішення. В червні Дучинська стала і утримувачкою гімназії.
З 1896/1897 навчального року життя гімназії нормалізувалось, кількість учениць почала зростати. Так, на початку 1896/1897 навчального — нараховувалось 132 учениці, до кінця року їх було вже 222.
Постала необхідність нового учбового корпусу. Олександра Дучинська викупила будівлю по вул. Тимофіївській, 7 (зараз вул. Михайла Коцюбинського, 7) за власні невеликі кошти, також відомо про банківський кредит та згоду колишніх власників Ходецьких про значну суму під другу закладну.
Новий будинок для гімназії спроектували архітектори Федір Ессен та Василь Осьмак. Замовники також запросили до участі в проектуванні відомого гігієніста, санітарного лікаря Києва, доктора медицини Овксентія Корчака-Чепурковського.
В перших числах вересня 1902 року заняття вже проводились у новій будівлі, яка обійшлась у 84 тис. руб. 22 жовтня будівля була урочисто освячена.
Переважну частину учениць становили дочки дворян та чиновників, значно меншу — діти із сімей купців та міщан, невеликий відсоток належав дівчатам із середовища духовенства, селян, а також іноземкам. Потрібно відзначити, що у гімназії навчались дівчата різних конфесій: православні, католички, лютеранки та іудейки.
На відміну від учениць державних гімназій, котрі носили коричневі сукні з довгими рукавами і чорними/білими передніками, корті ззаду завязували в бант, в гімназії Дучинської учениці носили сукні насичено-зеленого кольору.
Що ж стосується складу педагогічного колективу, то саме під керівництвом Олександри Дучинської у закладі певний час викладали два майбутніх міністри освіти — Володимир Павлович Науменко та Петро Іванович Холодний.

## Відомі випускниці
- Анастасія Грінченко — поетеса, письменниця, перекладачка, публіцистка, революціонерка. Перша переклала українською Марка Твена.
- Олена Шовгенова (у шлюбі Теліга) — поетеса, членкиня проводу ОУН.
- Марія Старицька — акторка, режисерка і педагогиня, заслужена артистка УСРР (з 1926 року).
- Регіна Горовіц — піаністка.
- Ольга Петрівна Косач — письменниця, викладачка, етнографиня, донька Олени Пчілки та сестра Лесі Українки.
- Олександра та Наталія Старжеска — художниці, жили в Парижі, доньки лікаря Миколи Старжеска
- Ганна Чикаленко-Келлер — українська журналістка, феміністка, перекладачка, бібліографка, публіцистка, фейлетоністка, журналістка.
- Катерина Масляникова — піаністка, акомпаніаторка, засновниця та співробітниця нотного відділу Центральної наукової бібліотеки, дочка Миколи Лисенко.
- Людмила Морозова — українська художниця, проживала з 1951 року в США, похована у 1997 році, за заповітом, в Києві на кладовищі в Берковцях.

## Занепад
У 1919—1920 роках, після встановлення в Києві радянської влади, перша приватна жіноча гімназія була реорганізована.